# Game of Thrones : Le Trône de fer (jeu vidéo)
Pour les articles homonymes, voir Le Trône de fer.
Game of Thrones  : Le Trône de fer est un jeu vidéo développé par  Cyanide. Il s'agit d'un jeu video de rôle basé sur la série de romans de George R. R. Martin : Le Trône de fer (A Song of Ice and Fire).
Cyanide avait commencé à développer le jeu vidéo arcade avant que HBO n'annonce sa série. Un partenariat a été passé entre le studio et la chaîne pour prêter aux personnages faisant leur apparition dans le jeu vidéo, la voix des acteurs de la série. Le jeu est un spin-off de l'histoire originelle pour se tourner vers deux personnages inédits : Mors et Allester.

## Histoire
Game of Thrones : Le Trône de fer propose une histoire parallèle à celle des romans. Pendant que toute la trame connue du premier livre se déroule, nous est racontée l'histoire d'Allester Sarwick, un prêtre rouge, et de Mors, un frère de la Garde de Chevaliers Nuit. Deux personnages que tout sépare, le premier est le fils aîné du seigneur de Puysaigues, vassal des Lannister, et tentera de redonner leurs lettres de noblesse à ses terres, le second est un frère de la Garde qui a abandonné sa famille royale du royaume ténébre après la Guerre de l'Usurpateur. Mors et Allester se retrouveront malgré eux plongés dans les complots qui font rage à la cour.

## Système de jeu
Le gameplay de Game of Thrones : Le Trône de fer repose sur ses personnages et son histoire, bien que les combats soient aussi présents.
Chacun des personnages propose trois classes jouables différentes impliquant des compétences différentes. Ils pourront, comme toujours, gérer leur inventaire et leurs compétences. Game of Thrones : Le Trône de fer intègre aussi des attributs classiques des jeux de rôles sur table grâce à un système d'avantages et de faiblesses dès la création pour concevoir un personnage équilibré entre ces deux points. L'histoire va ensuite se dérouler dans l'esprit des romans, en alternant entre les deux personnages et leurs destins personnels. Les choix pris au cours des dialogues du jeu auront une influence sur celui-ci.
Les combats se déroulent en utilisant la pause active pour donner des instructions à son équipe de personnages. Deux sets d'armes sont disponibles afin de pouvoir s'adapter à l'adversaire et la situation.

## Critiques
Publié en mai 2012 en Amérique du Nord, le jeu a reçu un accueil mitigé par les médias anglophones. Metacritic en a calculé la note agrégée de 54 (sur 100) le 18 mai 2012, sur la base de 12 critiques.